# Poeciloneta theridiformis
Poeciloneta theridiformis är en spindelart som först beskrevs av James Henry Emerton 1911.  Poeciloneta theridiformis ingår i släktet Poeciloneta och familjen täckvävarspindlar. Inga underarter finns listade i Catalogue of Life.